# Rhotidus navicula
Rhotidus navicula är en insektsart som beskrevs av Walker 1851. Rhotidus navicula ingår i släktet Rhotidus och familjen dvärgstritar. Inga underarter finns listade i Catalogue of Life.